# Канака
Канака (грец. Κανάκη) — дочка Еола (онука Девкаліона) й Енарети (варіант: дочка бога вітрів Еола), дружина Посейдона, від якого народила синів Гоплея, Нірея, Епопея, Алоея та Тріопа.
За іншим міфом, Канака стала коханкою рідного брата Макарея й народила дитину. Еол убив цю дитину, а Канаці наказав покінчити життя самогубством. У міфі відбито заборону шлюбів між кровними родичами.